# Bekir Çoban-zade
Bekir Vaap oğlu Çoban-zade (pronunciado [tʃobanzade], en ruso: Беки́р Ваа́пович Чоба́н-заде́; 15 de mayo de 1893-13 de octubre de 1937) fue un poeta tártaro de Crimea y profesor de lenguas túrquicas, fue una de las víctimas de la Gran Purga.
En medio de una carrera académica exitosa, a la edad de 44 años, Çoban-Zade fue arrestado por las autoridades soviéticas por supuestas actividades subversivas contra la Unión Soviética y fue condenado a muerte. Sus escritos han sobrevivido; su poesía, en particular, sigue gozando de popularidad entre los tártaros de Crimea.

## Biografía
Çoban-zade nació en una familia de origen humilde en el pueblo cerca de Qarasubazar (Belogorsk) en Crimea. Nació con un ojo rojo. Su padre era un pastor ("Çoban" en Idioma tártaro de Crimea), y su último nombre significa "hijo de pastor '. Cuando era niño, él ayudó a su padre arrear las ovejas, y estas primeras experiencias en el campo dejó una impresión duradera en el muchacho sensible. Muchos de sus poemas están equipadas con descripciones de escenas pastorales de Crimea. Recibió su primera educación en Crimea y Estambul. En 1916, se trasladó a Budapest para inscribirse en la Universidad Eötvös Loránd y recibió su Ph.D. en 1919. Después de su regreso a Crimea, fue profesor de lengua y literatura del Idioma tártaro de Crimea en el Instituto de Pedagogía en Simferópol (Aqmescit) y más tarde aceptó la cátedra de Turkology en la Universidad de Crimea (ahora conocida como la Universidad Nacional Taurida) en 1922. A principios de 1925 , se trasladó a Azerbaiyán para convertirse en profesor de turcología en la Universidad Estatal de Bakú. Tuvo una notable facilidad con los idiomas.
En enero de 1937, Çoban-Zade fue puesto en licencia sin goce de sueldo por una orden de la Academia de Ciencias de Rusia y posteriormente arrestado. Durante un juicio de 20 minutos, fue declarado culpable y condenado a muerte. Fue ejecutado el 13 de octubre de 1937. Veinte años después de su muerte, en respuesta a un llamamiento de la esposa de Çobanzade, un tribunal militar de la URSS revocó la decisión en su contra. El tribunal declaró que las acusaciones contra Çoban-zade eran infundadas.

## Otras lecturas
Para obtener más información acerca de Çoban-Zade y muestras de su poesía, consulte Bekir Sidki Cobanzade (1893-1937), a Crimean Tatar Poet and Turkic Scholar.